# سانتياغو ديركي
سانتياغو ديركي (بالإسبانية: Santiago Derqui) (21 يونيو 1809-5 نوفمبر 1867) كان رئيسًا للأرجنتين في الفترة من 5 مارس 1860 إلى 5 نوفمبر 1861.
ولد في مدينة قرطبة في 21 يونيو 1809، كان الابن البكر لمانويل خوسيه ماريا ديركي إي غارسيا وزوجته رامونا رودريغيز إي أوردونيا،درس في جامعة قرطبة الوطنية، وحصل على شهادة في القانون عام 1831، وفي الجامعة كان أستاذًا للقانون،ثم الفلسفة،وأخيرا نائب العميد،في 14 مايو 1845، تزوج من موديستا غارسيا دي كوسيو إي فيدويا لاجرانيا (1825-1885) وأنجبت ثلاثة أولاد،وثلاثة بنات.
كان مساعدًا أولًا ثم وزيرًا لحكومة مقاطعة كورينتس، تحت قيادة خوسيه ماريا باز،أطلق عليه خوستو خوسيه دي كاروكا لقب ˈˈمدير الأعمالˈˈ وأرسله إلى باراغواي في مهمة تجارية خارجية،أصبح نائبًا لمقاطعة قرطبة،في عام 1854، عينه كاروكا رئيسًا لوزارة العدل والتعليم والتعليم العام،حيث عمل لمدة ست سنوات من ولاية كاروكا، ودفع الأمة الناشئة إلى الأمام.
بعد ولاية كاروكا،أ صبح رئيسًا دستوريًا،ولأنه من قرطبة وليس من بوينس آيرس، كان من الم
توقع أن تنتهي تحت حكمه الثورات المستمرة للحكومات الإقليمية ضد الحكومة الفيدرالية،وكان ماسونيًا نشطًا.
قَبُلَ الدستور الوطني المنقح مع التغييرات التي من شأنها أن تصب في صالح بوينس آيرس، وأطلق على البلاد اسم جمهورية الأرجنتين. وقد أثارت هذه السياسات وغيرها من السياسات غير الشعبية تجاه بقية البلاد استياءً عامًا في المقاطعات مما أدى إلى معركة بافون، وبسبب عدم قدرته على الحفاظ على السلطة،استقال وهرب إلى مونتيفيديو.
وفي أثناء وجوده في المنفى،ساعده بارتولومي ميتر في العودة إلى مدينة زوجته كورينتس،حيث توفي بعد بضع سنوات.
1. ↑  Bergh، Johannes (22 مايو 2013). "22. juli 2011". Tidsskrift for samfunnsforskning. ج. 54 ع. 2: 215–216. DOI:10.18261/issn1504-291x-2013-02-04. ISSN:0040-716X.